# Le Doge sur le Bucentaure
Le Doge sur le Bucentaure (connu aussi sous le nom du Départ du Bucentaure le jour de la cérémonie de l'Ascension pour Saint-Nicolas-du-Lido) est une huile sur toile du peintre vénitien Francesco Guardi, membre de l'École vénitienne. Il a été peint entre 1766 et 1770, et il est conservé au musée du Louvre à Paris.

## Histoire
Cette peinture est entrée au Louvre à la suite d'une confiscation pendant l'occupation de Napoléon en 1797 du comte Joseph François Xavier de Pestre de Seneffe. Elle a été sélectionnée par le musée du Louvre, avec onze autres peintures de la même série, pour être accrochée à l'Hôtel de Nesle ; le tableau a ensuite été envoyé au Muséum de Toulouse (aujourd'hui musée d'histoire naturelle) qui a par la suite l'a remis au Louvre en échange d'un portrait peint par Ingres et une autre peinture de Guardi, en 1952.
Cette œuvre fait partie d'une série de douze tableaux représentant les Solennità dogali (« Les Solennités du Doge »), dans lesquelles l'artiste a fidèlement copié les scènes dessinées par Canaletto pour commémorer les festivités du couronnement du Doge Alvise Giovanni Mocenigo, en 1763. Cela a conduit à une certaine confusion, et les toiles étaient autrefois attribuées à Canaletto, même si leur style est tout à fait incontestablement de Guardi.
Sous le Premier Empire, les séries ont été malheureusement séparées : sept sont restées au Louvre, l'une a été envoyée à Bruxelles, deux à Nantes, une à Toulouse et une à Grenoble. Le retour en 1952 de la peinture de Toulouse au musée du Louvre, par le biais de l'échange mentionné, a été la première étape d'une tentative pour remonter l'ensemble et de les afficher dans une salle spéciale. Aujourd'hui, dix tableaux de la série sont exposés au musée du Louvre,.
Ce tableau, et un autre de la série, représentent la Festa della Sensa, le plus somptueux de tous les festivals vénitiens. Il a lieu chaque année le Jour de l'Ascension. Le Doge, sur le Bucentaure, visitait le Lido et célébrait les cérémonies de Mariage avec la mer de Venise avec la Mer Adriatique, en jetant un anneau dans les eaux.

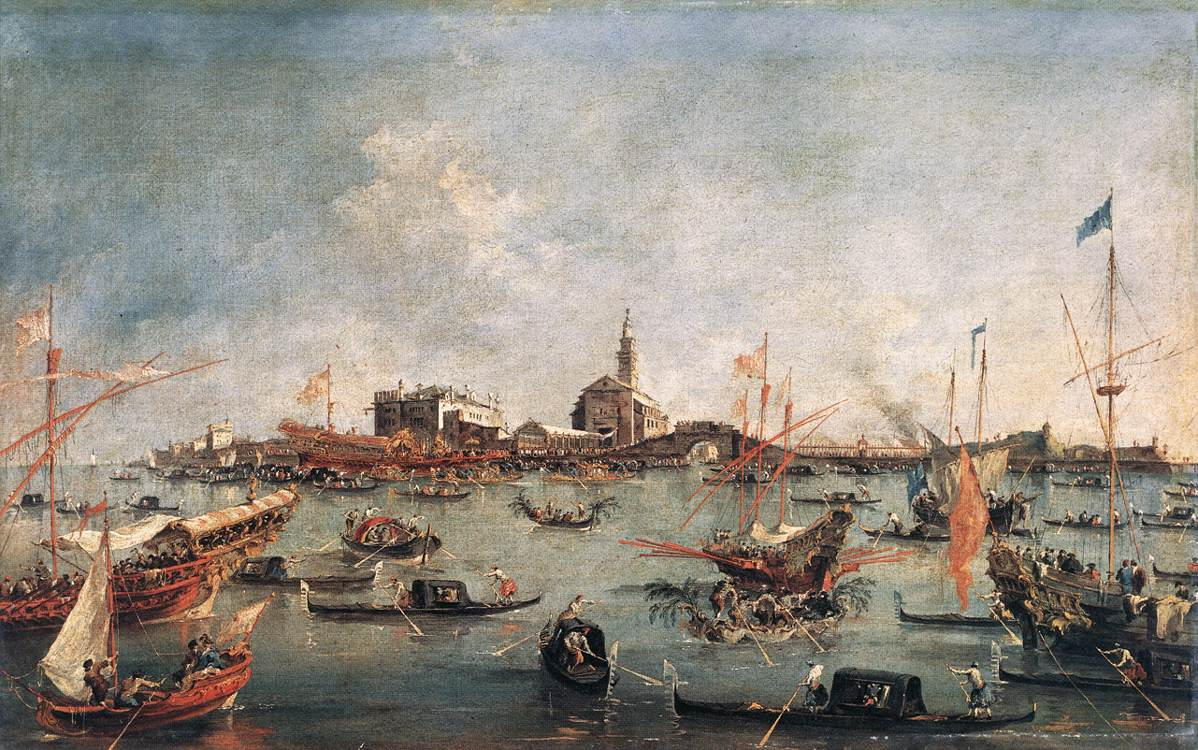
Le Doge sur le Bucentaure à San Niccolò del Lido par Francesco Guardi (c.1775-80)

Cette toile montre le Bucentaure en train de quitter Venise. Un autre dans la série représente le Doge écoutant la messe à San Nicolò al Lido.

## Article connexe
- Bucentaure